# Mănăstirea Râncăciov
Mănăstirea Râncăciov este o mănăstire cu obște de călugări, purtând hramul Intrarea în Biserică a Maicii Domnului. Lăcașul de cult este situat la 7 km spre nord față de șoseaua veche Pitești- București, fiind poziționat în partea de est a satului Râncăciov, comuna Călinești, județul Argeș. Această mănăstire a fost precedată de alte două biserici, după cum s-a descoperit în urma cercetărilor arheologice realizate de specialiștii Muzeului Județean Argeș. 

## Scurt istoric
Prima atestare a lăcașului de cult, cu hramul Înălțarea Domnului, a apărut într-un hrisov dat de Radu cel Mare, voievodul Țării Românești, la 19 iulie 1498, însă data exactă a întemeierii mânăstirii nu este cunoscută. Ceea ce reiese din document, este faptul că acest lăcaș exista de pe vremea voievodului Vlad Călugarul, tatăl lui Radu cel Mare. A doua mărturie despre mânăstirea Râncăciov este din secolul al XV-lea, într-un hrisov, care i-a aparținut lui Radu Paisie (1535-1545), prin care dăruiește mănăstirii mai multe danii. În urma cercetărilor arheologice, s-a descoperit faptul că  edificiul menționat a fost inițial o construcție realizată din lemn, fiind așezată pe o temelie de piatră. Prezenta biserică din zid de cărămidă a fost ridicată în anul 1648 de către Arsenie Șoimul, căpitan de plai și sergentul major Râncaciovanu, urmând să fie restaurată între anii 1848-1852 sub egumenia lui David monahul. În anul 1996, mânăstirea a fost reînființată.

## Detalii tehnice
Din ansamblul mănăstiresc original, se păstrează numai biserica. Lăcașul de cult este construit în formă de cruce, fiind realizat din cărămidă, iar zidurile sunt groase de peste un metru. Altarul este spațios, fiind luminat de o fereastră situată la răsărit și de o alta aflată în partea nordică la proscomidie. Catapeteasma este realizată din zid. Naosul este prevăzut cu abside largi, fiind luminat de către o fereastră la răsărit și o alta, situată în partea de nord. Pe naos este amplasată o turlă de mari dimensiuni, deschisă, având formă circulară în interior, iar în exterior, având formă octogonală. Pronaosul este mai puțin spatios și este luminat de către o fereastră amplasată pe zidurile din sud și nord. În pronaos se intră printr-o ușă masivă, realizată din lemn de stejar. Pardoseala bisericii este realizată din beton, acoperișul acesteia, fiind din tablă. Biserica este prevăzută cu un pridvor deschis, susținut de către doi stâlpi impunători din zid. 
Pictura murală datează din anul 1848, fiind refăcută în anul 1945, atunci când a avut loc și resfințirea bisericii Pictura lăcașului de cult este realizată în stil neobizantin, fiind lucrată în tempera. Este veche, iar pe alocuri, chiar ștearsă. Ancadramentele ușii și ferestrelor sunt realizate din piatră de Albești, iar în patrimoniul bisericii, gasim cărți de cult, precum: Triod (1881), Mineie (1891-1894), icoane pictate pe lemn și alte obiecte bisericești.
La o distanță de 20 m sud-vest de biserică, este construită o clădire de mici dimensiuni, care este prevăzută cu un cerdac susținut din stâlpi din lemn, fiind închis cu un frumos grilaj, sculptat în model floral.
În incinta acestei clădiri, se află stăreția și chiliile pentru călugări. Spațiul este împrejmuit cu gard de ulucă, în interior circulându-se pe o alee betonată, înconjurată de peluze cu flori, iarbă și arbori coniferi.